# Millenerberg

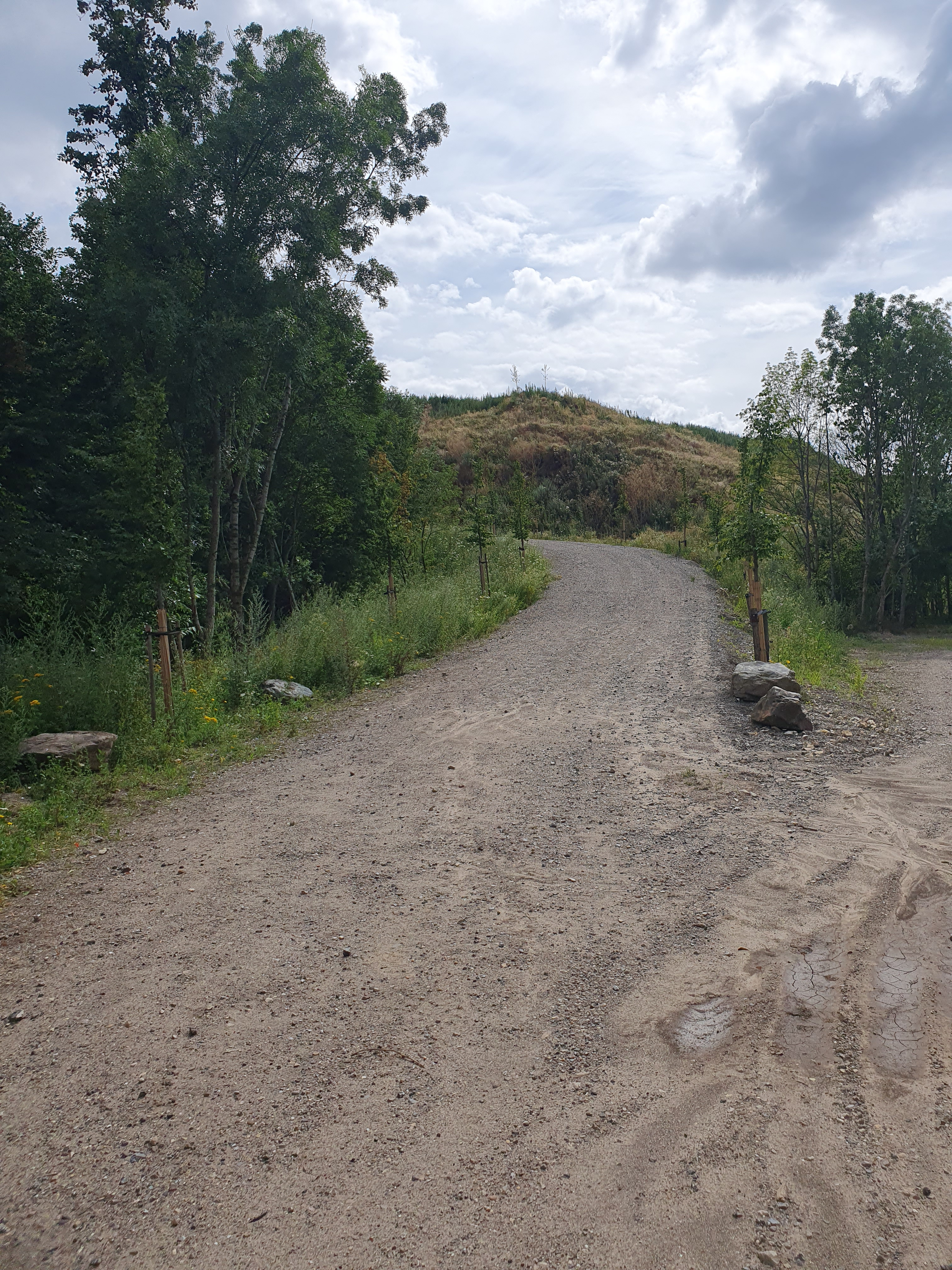
Pad naar de top van de heuvel voor een panoramisch uitzicht

De Millenerberg is een heuvel (aangelegde aarden wal) gelegen op het landgoed Parkbos Millen in Sittard.
Deze niet-natuurlijke heuvel is sinds 2023 toegankelijk voor recreanten en opgeworpen om de naast gelegen industrie uit het zicht te houden. Bovenop de heuvel is er een panoramisch uitzicht over het dorpje Millen (Selfkant) Duitsland, de natuurgebieden Tüdderner Fenn en Schwienswei.